# 발리케시르스포르
발리케시르스포르 클뤼뷔(튀르키예어: Balıkesirspor Kulübü)는 튀르키예 발리케시르를 연고로 하는 프로 축구 클럽이다. 현재 쉬페르리그에 소속되어 있다.

## 선수 명단

### 현역
참고: FIFA 자격 규정에 따라 소속된 국가대표팀 국기를 표시합니다. 선수는 복수의 FIFA 비회원국 국적을 가지고 있을 수 있습니다.
| 번호 | 포지션 | 국적 | 이름            |
| ---- | ------ | ---- | --------------- |
| 2    | DF     |      | 무하메트 아라즈 |

| 번호 | 포지션 | 국적 | 이름 |
| ---- | ------ | ---- | ---- |